# Henrietta Edwards
Henrietta Edwards (Montreal, 18 de dezembro de 1849 - Fort Macleod, 10 de novembro de 1931) foi uma ativista e reformadora canadense dos direitos das mulheres. Ela era a mais velha dos "The Famous Five", junto com Emily Murphy, Nellie McClung, Louise McKinney e Irene Parlby, que lutaram para que as mulheres fossem reconhecidas como "pessoas" perante a lei e pelo direito da mulher de votar nas eleições.
Henrietta Louise Muir nasceu em Montreal, Canadá, onde morou, tendo crescido em uma família de classe média alta que valorizava a cultura e a religião. Edwards tornou-se ativa em muitas organizações religiosas, onde se desencantou com as velhas tradições onde a exclusão das mulheres era aceitável.